# Сухой (Ставропольский край)
Сухо́й — хутор в Изобильненском районе (городском округе) Ставропольского края Российской Федерации.

## География
Расстояние до краевого центра: 34 км.
Расстояние до районного центра: 12 км.

## История
Основан в 1903 году (по другим данным, в 1906 году).
В августе 1942 года были расстреляны немцами трое эвакуированных еврейской национальности. В сентябре 1942 года был зверски убит житель хутора Сухого. В январе 1943 года убит эвакуированный москвич, инженер-конструктор самолетостроения.
До 2017 года входил в упразднённый Староизобильненский сельсовет.

## Население
| 1989 | 2002 | 2010 | 2014 |
| ---- | ---- | ---- | ---- |
| 171  | ↗240 | ↗244 | ↘200 |

По данным переписи 2002 года, 86 % населения — русские.

## Инфраструктура
В Сухом 2 улицы: Тюльпина и Горная. Улица Тюльпина является центральной и имеет гравийное покрытие. Улица Горная не имеет покрытия.
На юго-восточной окраине хутора расположено общественное открытое кладбище площадью 10 тыс. м².

## Транспорт
Мимо хутора 1 раз в неделю проезжает автобус № 109, идущий из Изобильного в Смыков.

## Памятники
- Братская могила воинов, погибших в годы гражданской и Великой Отечественной войн. 1918—1920, 1942—1943, 1957 года[12].

## Люди, связанные с хутором
- Жданов, Михаил Романович (1921) — участник Великой Отечественной войны 1941—1945 гг., кавалер ордена «Красной Звезды»[13]